# San Pedro Cámara
San Pedro Cámara es una localidad, comisaría, del municipio de Motul en el estado de Yucatán localizado en el sureste de México.

## Toponimia
El nombre (San Pedro Cámara) hace referencia de Simón Pedro y Cámara es un apellido yucateco de origen español que hace referencia a un antiguo propietario de la hacienda en torno a la cual se formó la localidad.

## Demografía
Según el censo de 2005 realizado por el INEGI, la población de la localidad era de 126 habitantes, de los cuales 61 eran hombres y 65 eran mujeres.
| 76                          | 118 | 73 | 80 | 61 | 64 | 60 | 70 | 93 | 111 | 122 | 123 | 126 |
| (Fuente: INEGI [Consultar]) |     |    |    |    |    |    |    |    |     |     |     |     |

## Galería

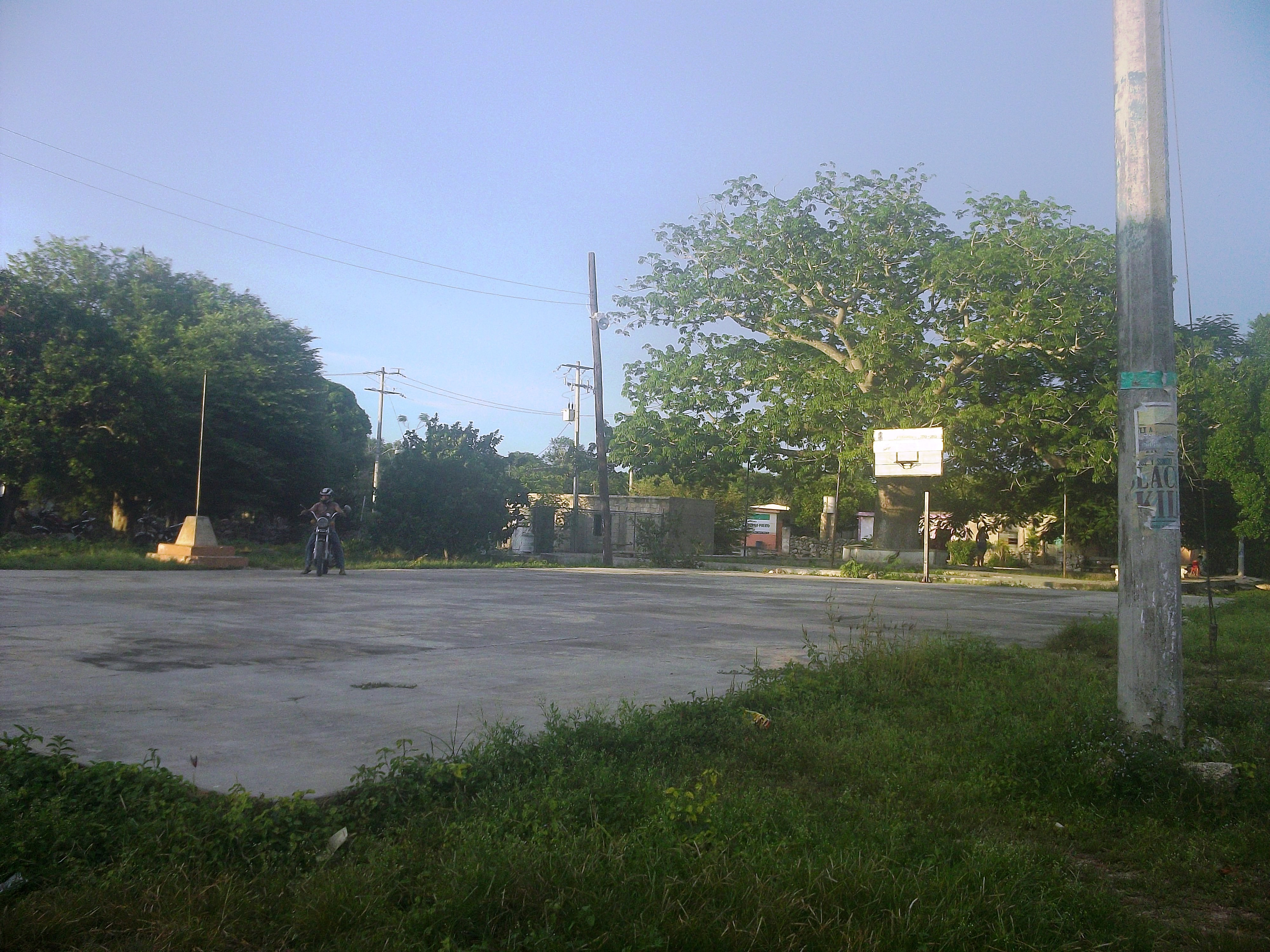
Parque principal de San Pedro Cámara.
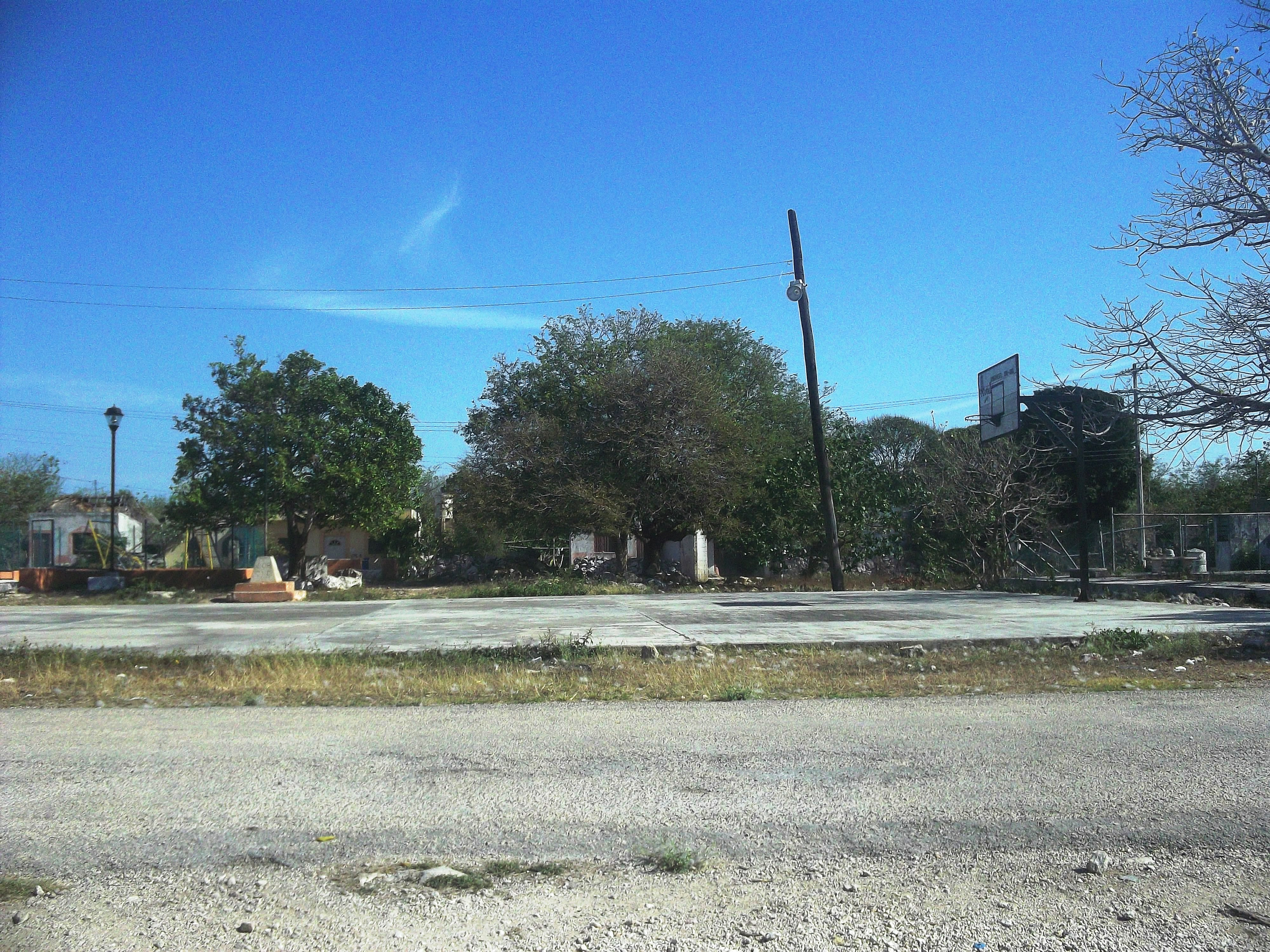
Parque principal de San Pedro Cámara.
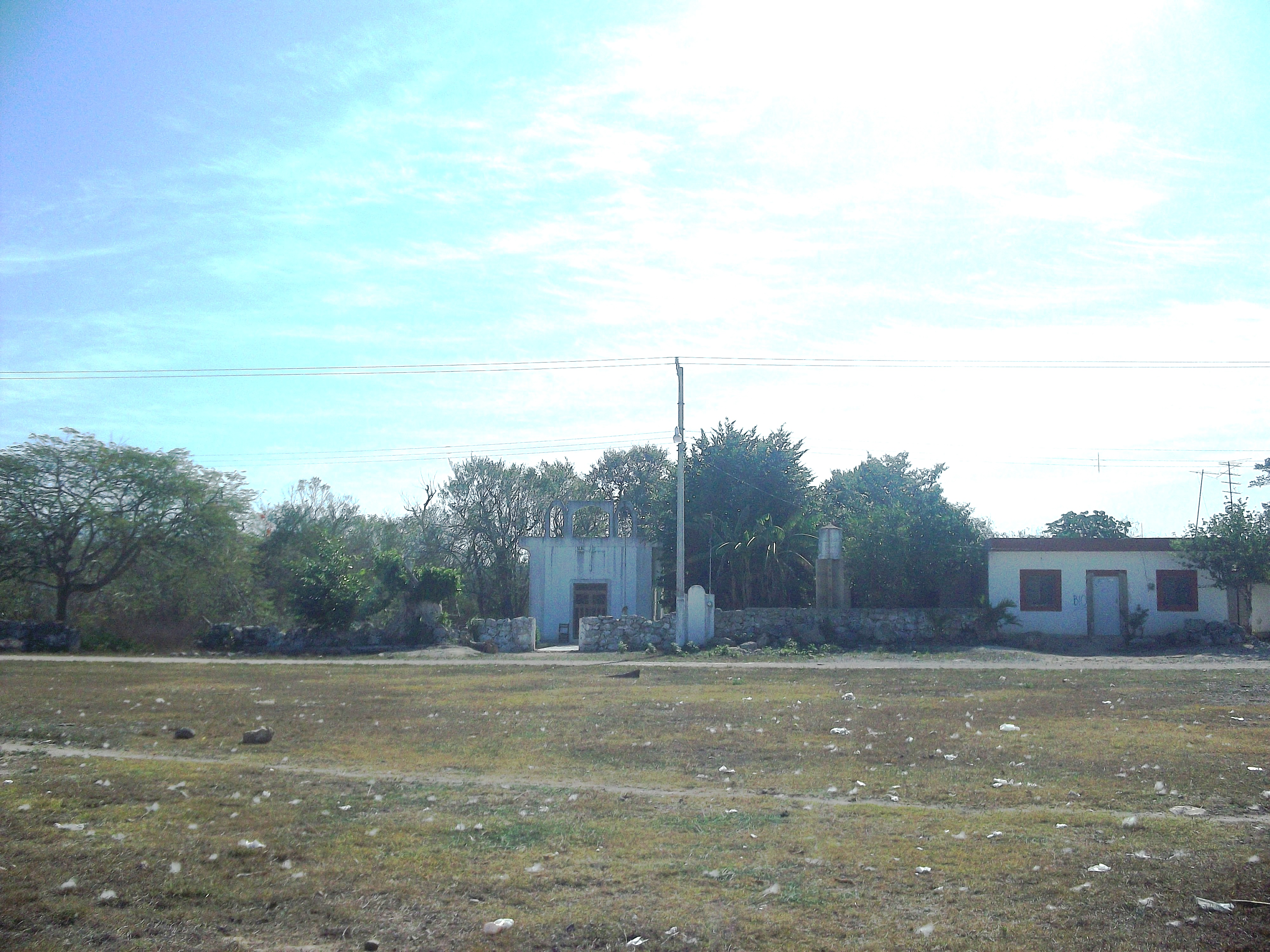
Iglesia principal de San Pedro Cámara.